# Marcipa bergeri
Marcipa bergeri là một loài bướm đêm trong họ Erebidae.